# Хайнике, Герберт
Герберт Хайнике (нем. Herbert Heinicke; 14 марта 1905, Порту-Алегри — 4 апреля 1988, Гамбург) — немецкий шахматист, международный мастер (1953). В составе сборной Германии участник 8-й Олимпиады (1939).

## Биография
Сын богатого землевладельца, Хайнике провёл детство в Бразилии. В 1914 году имущество его семьи было национализировано, семья Хайнике вернулась в Германию. Герберт окончил гимназию в Эрфурте, но не имел средств для дальнейшего образования. Обучился банковскому делу и работал в компании по импорту кофе. При поддержке своего работодателя в 1936 году открыл собственную компанию. В 1988 году умер от инфаркта миокарда.